# Els Recers
Els Recers, Castell de Pedra o Rocs de Can Boquet es troben al Parc de la Serralada Litoral, concretament a Vilassar de Dalt (el Maresme), i tenen l'estatus de bé cultural d'interès local.

## Descripció
És un agrupament de grans blocs a diferents nivells que constitueixen un dels conjunts rocallosos més impressionants i laberíntics del susdit Parc: hi ha diversos passadissos i petites cambres, i tot conforma plegat un lloc sorprenent i misteriós.
El jaciment es va descobrir el 1950, després de la Cova d'en Pau i la Cova de la Granota. S'hi van trobar diversos materials arqueològics del Neolític Final i el Calcolític, i un enterrament. Entre les troballes destaquen fragments de sílex, fragments de ceràmica de diferents èpoques i una petita destral votiva de pedra polida de color blanc. La interpretació que en fan els arqueòlegs és que probablement fou emprat primer com a hàbitat, ja que la seua disposició feia que es pogués cobrir fàcilment i també defensar. I després, un cop abandonat com a hàbitat, es va utilitzar per fer-hi enterraments.

## Curiositats
Per als que creuen en fenòmens paranormals, sembla que és un bon indret per gaudir de fortes experiències. Prova d'això és aquest fragment del llibre Explorando el laberinto de Raúl Núñez Gálvez, el qual explica unes vivències experimentades en aquest lloc per un grup de persones:
| « | És en aqueix precís instant quan Joana veu darrere de l'arbre una figura d'un home molt nítida, el qual porta a les mans un escut circular de pell d'animal, de color marró, la vestimenta d'aquest individu també és de pells. Porta una espècie de capell del mateix material i a la seua mà dreta sosté una mena de bàcul o llança. També aconsegueix distingir altres personatges semblants a la part superior de les enormes roques, fins i tot aconsegueix distingir clarament una dona amb un nen, la qual porta vestimentes semblants a les dels homes. L'altre testimoni d'aquesta visió és el pare de Joana, el qual confirma plenament el que ha vist la seua filla. Tota la família va eixir ràpidament del lloc molt espantada i només són dos els components del grup que afirmen haver vist aquests personatges especials... | » |

## Accés
Es troben a Vilassar de Dalt: situats al Dolmen de Can Boquet, baixem 140 metres per la pista en direcció al Pi de la Creu de Can Boquet i girem a l'esquerra per un camí que passa entre camps de conreu. En arribar a la primera bifurcació girem a la dreta, en direcció sud. Tornem a girar a la dreta a la bifurcació següent i continuem fins a la cantonada SO del camp de conreu que tenim a la dreta. El rocam és clarament visible dins del bosc, situat on s'acaba el terreny pla i comença el pendent. Coordenades: x=445295 y=4597821 z=370.